# Innocence Is No Excuse
Innocence Is No Excuse (с англ. — «Невинность не может служить оправданием») — седьмой студийный альбом английской хеви-метал группы Saxon. Был выпущен в 1985 году. Первый альбом Saxon на британском лейбле Parlophone.

## История
Saxon вновь записывали новый альбом за пределами Великобритании, но на этот раз не в США, а в Западной Германии, в мюнхенской студии «Union» с продюсером Саймоном Хэнхартом. Запись альбома была осложнена продолжавшейся судебной тяжбой между EMI и предыдущим лейблом группы, французской компанией Carrere.
Как и два предыдущих релиза, Innocence Is No Excuse был ориентирован на американских слушателей, и диск занял 133-ю позицию в чарте журнала «Billboard», наивысшую в истории группы. С другой стороны, Saxon начали утрачивать популярность у себя на родине: Innocence Is No Excuse стал первым альбомом группы с 1980 года, не попавшим в Топ-20 британского чарта. В континентальной Европе относительно успешными были результаты альбома в Швеции — 18-е место, Западной Германии — 33-е место и Греции — 43-е место. В хит-парады Нидерландов и Швейцарии альбом не вошёл.
В качестве синглов были выпущены композиции «Back on the Streets» и «Rock 'n' Roll Gypsy», причём «Back on the Streets» была выпущена ещё и в клубной версии на 12-дюймовом сингле. «Back on the Streets» заняла в хит-параде Великобритании 75-е место, «Rock 'n' Roll Gypsy» — 72-е. На песни «Back on the Streets» и «Rockin' Again» были сняты видеоклипы.
Этот альбом стал последним, в записи которого принимал участие басист и ключевой автор песен Стив Доусон, покинувший группу в начале 1986 года.
Альбом Innocence Is No Excuse является одним из самых спорных в дискографии Saxon: некоторые поклонники группы и музыкальные критики называют этот диск очередной неудачей группы, тогда как другие считают его последней достойной работой Saxon.

## Список композиций
| №                   | Название                        | Автор(ы)                                | Длительность |
| ------------------- | ------------------------------- | --------------------------------------- | ------------ |
| 1.                  | «Rockin' Again»                 | Байфорд, Доусон, Оливер                 | 5:12         |
| 2.                  | «Call of the Wild»              | Байфорд, Глоклер, Доусон, Квинн, Оливер | 4:03         |
| 3.                  | «Back on the Streets»           | Байфорд, Глоклер, Доусон, Квинн, Оливер | 3:59         |
| 4.                  | «Devil Rides Out»               | Байфорд, Доусон                         | 4:23         |
| 5.                  | «Rock 'n' Roll Gypsy»           | Байфорд, Доусон                         | 4:13         |
| 6.                  | «Broken Heroes»                 | Байфорд, Доусон                         | 5:27         |
| 7.                  | «Gonna Shout»                   | Байфорд, Глоклер, Доусон, Квинн, Оливер | 3:58         |
| 8.                  | «Everybody Up»                  | Байфорд, Доусон                         | 3:28         |
| 9.                  | «Raise Some Hell»               | Байфорд, Доусон                         | 3:40         |
| 10.                 | «Give It Everything You've Got» | Байфорд, Глоклер, Доусон, Квинн, Оливер | 3:27         |
| Общая длительность: | Общая длительность:             | Общая длительность:                     | 41:54        |

| №   | Название | Длительность |
| --- | --- | ------------ |
| 11. | «Back on the Streets» (12" Club Mix) | 5:10         |
| 12. | «Live Fast Die Young» (B-Side of «Back on the Streets»)                                                                                  | 3:48         |
| 13. | «Krakatoa» (B-Side of «Rock 'n' Roll Gypsy»)                                                                                             | 3:46         |
| 14. | «The Medley (Heavy Metal Thunder / Stand Up and Be Counted / Taking Your Chances / Warrior)» (Live, B-Side of «Rock 'n' Roll Gypsy» 12") | 9:05         |
| 15. | «Gonna Shout» (Live) | 4:15         |
| 16. | «Devil Rides Out» (Live) | 4:59         |
| 17. | «Back on the Streets» (BBC Friday Rock Show)                                                                                             | 4:38         |

## Участвующие музыканты
- Бифф Байфорд — вокал
- Грэм Оливер — гитара
- Пол Квинн — гитара
- Стив Доусон — бас-гитара
- Найджел Глоклер — ударные